# Campion Cycle

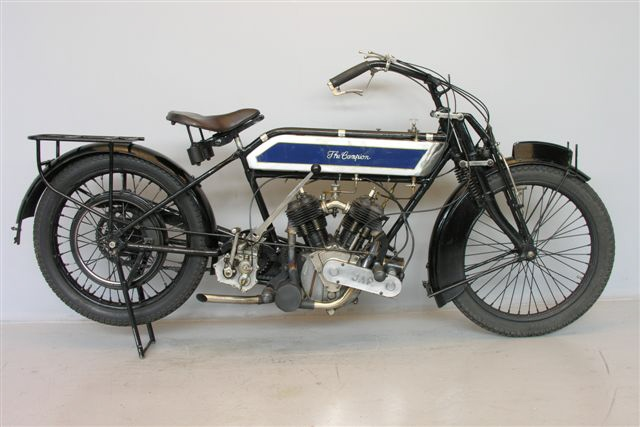
Campion-Motorrad (1913)

Die Campion Cycle Company Ltd. war ein britischer Hersteller von Fahrrädern, Motorrädern und Cyclecars, der zwischen 1901 und 1926 in Nottingham ansässig war.

## Motorräder
In die Campion-Motorräder wurden verschiedene Motoren eingebaut, z. B. von Minerva, Motor Manufacturing Company, Fafnir, Precision, Villiers, Blackburne oder J.A.P.
Auch die Rahmen kamen von Zulieferern.

## Cyclecar
Das Cyclecar wurde nur 1913 gebaut und hatte einen V2-Motor von J.A.P. mit einer Leistung von 8 bhp (5,9 kW). Es besaß ein Reibscheibengetriebe, das durch einen Riemen mit der Hinterachse verbunden war.